# 완주 수만리 마애석불
완주 수만리 마애석불(完州 水滿里 磨崖石佛)은 대한민국 전북특별자치도 완주군. 대부산(601.7m)에 있는 석불이다. 1979년 12월 27일 전라북도의 유형문화재 제84호로 지정되었다.
이 석불은 산 아래의 자연 암벽에 새겨 놓은 거대한 마애불로, 통일신라 때 만든 것으로 보인다. 신라 말에서 고려 초에는 이러한 대형 마애불이 유행하였다. 얼굴이 크고 이목구비가 시원스럽게 생겼으나 귀는 작은 편이다. 목주름은 새기지 않았고, 옷자락은 양어깨에 걸쳐져 있다. 가슴이 넓고 무릎이 두꺼워 당당하고 듬직하게 보인다. 머리 위에 네모난 홈이 있는 것으로 보아 예전에 간단한 구조물을 세웠던 것으로 보인다. 대형 불상이면서도 적절한 양감과 균형감을 보여주고 있다.
마애석불 아래에는 안도암이라는 작은 암자가 있다.

## 같이 보기
- 대부산

## 참고 자료
- 수만리마애석불 - 국가유산청 국가유산포털